# 圣斐理伯内利堂 (热那亚)
圣斐理伯内利堂（San Filippo Neri）是一座罗马天主教教堂，位于意大利热那亚洛美里尼街，巴洛克风格。经堂会在1643年抵达热那亚。起初进驻圣庞加爵堂，到1674年迁移新址，即洛美里尼家族的旧宅，建立了自己的教堂。
在附近的布里尼奥莱德法拉利街设有经堂会的礼堂。由建筑师乔瓦尼·巴蒂斯塔·蒙塔尔多设计，与教堂在同一时期建造。
华丽的室内装修始于1674年。一些镀金和灰泥装饰于1706年由波伦亚画家恩里科·哈夫纳的兄弟安东尼奥·玛丽亚·哈夫纳完成。天花板壁画《圣斐理伯内利的荣耀》由马坎托尼欧·弗朗西尼完成于1714年，他还画了飞檐彩绘《圣人的奇迹与生活》。 